# 尼寺
尼寺（あまでら、にじ）は、比丘尼（尼）が住持である寺院。女寺（おんなでら）とも呼ばれる。

## 日本の尼寺

### 沿革
日本最初の尼とされている善信尼が住んだとされる桜井寺（豊浦寺の前身）が日本最初の尼寺とされる。
聖徳太子が橘寺など4か所の尼寺を開き、行基も尼寺を創建したと伝えられる。
奈良時代に聖武天皇が法華寺を総本山として国分尼寺を建立したが、同時期に日本に設置された戒壇では、女性の授戒を禁じたために、女性は正式に尼になることが出来ず、国分尼寺をはじめとした尼寺もほどなく衰退した。
弘仁9年（818年）に男子禁制の筈の尼寺に昼間に限って男子の出入りが許される太政官符が出されるが、これも尼寺の僧寺化の進行の現われとも言われている。
鎌倉時代に律宗や禅宗は自派の独自の戒壇で女性の授戒を許して以後、尼が再び公式に認められるようになる。
室町幕府の足利義満は、五山の制に倣って尼寺五山を設置した。
また、これとは別に皇族や摂関家の息女が入寺する比丘尼御所・尼門跡と呼ばれる寺院も出現するようになった。

## 関連書
- 『尼寺』 清岡純子 昭和42年 毎日新聞社